# Apol·lo 13 (pel·lícula)
Apol·lo 13 (títol original en anglès Apollo 13) és una pel·lícula estatunidenca, dirigida per Ron Howard l'any 1995. Va ser nominada a 9 Oscars, dels quals en va guanyar dos (al millor so i millor muntatge), i també dos premis BAFTA (millor disseny de producció i millors efectes visuals).

## Argument
L'Apol·lo 13 inicia el seu viatge a la lluna l'abril de 1970. Quan la tripulació està a punt d'arribar a la seva destinació, una explosió en l'espai els fa perdre oxigen, energia i el curs de la nau... Tot es converteix en una situació desesperada per als tres homes tripulants, especialment quan l'oxigen amenaça d'esgotar-se. Mentre, el món sencer, que amb prou feines un any abans no va conèixer la glòria de l'aventura espacial quan l'home va trepitjar la lluna, conté la respiració en espera de veure com acaba l'espera tan anguniosa.

## Repartiment
- Tom Hanks: Jim Lovell
- Kevin Bacon: Jack Swigert
- Bill Paxton: Fred Haise
- Gary Sinise: Ken Mattingly
- Ed Harris: Gene Kranz